# Poděbrady IV
Poděbrady IV je část města Poděbrady v okrese Nymburk. Nachází se na severozápadě Poděbrad, územně je totožná se základní sídelní jednotkou Malé Zboží. Je zde evidováno 25 adres.
Poděbrady IV leží v katastrálním území Poděbrady o výměře 13,54 km².

## Galerie

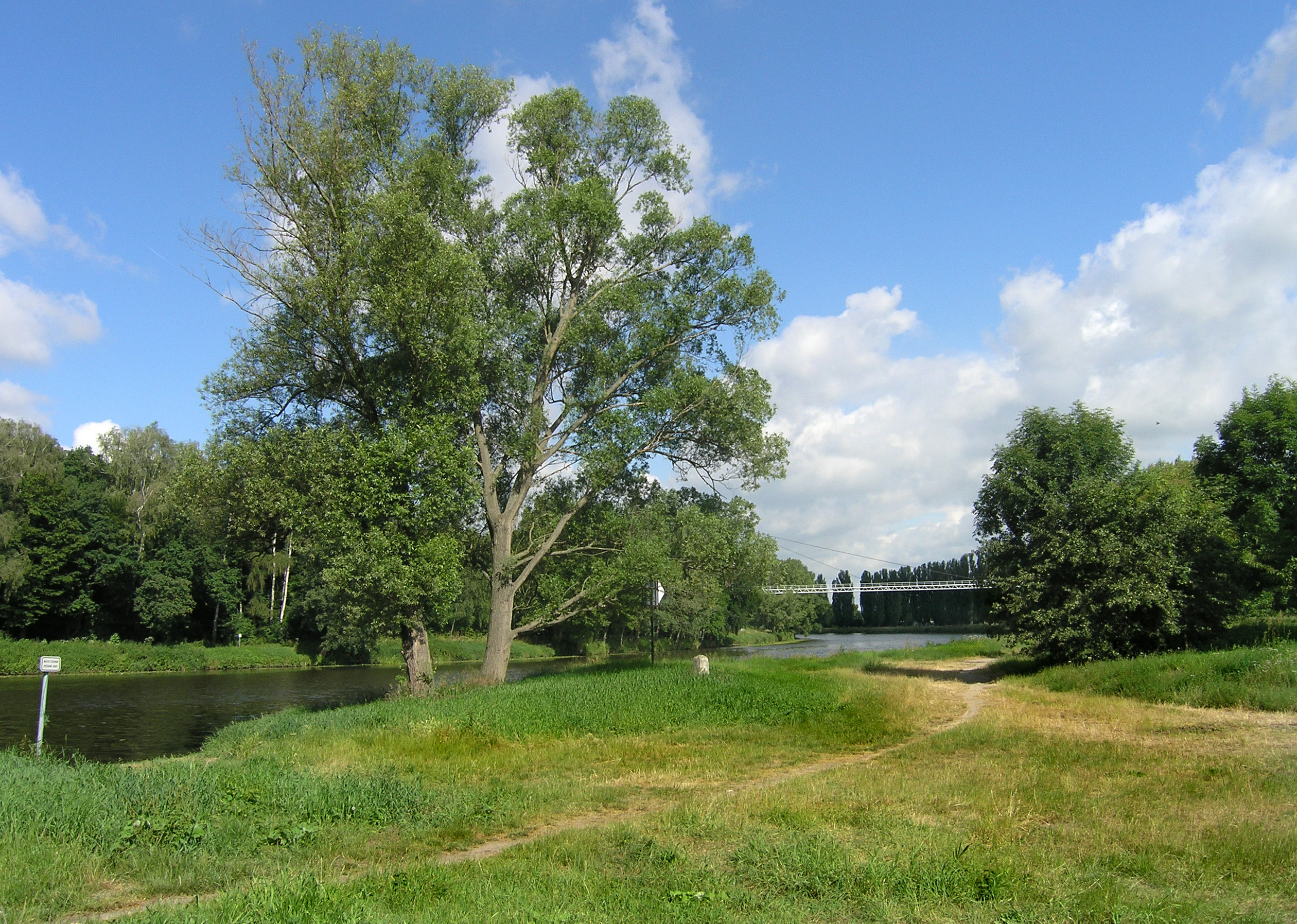
Labe v Malém Zboží
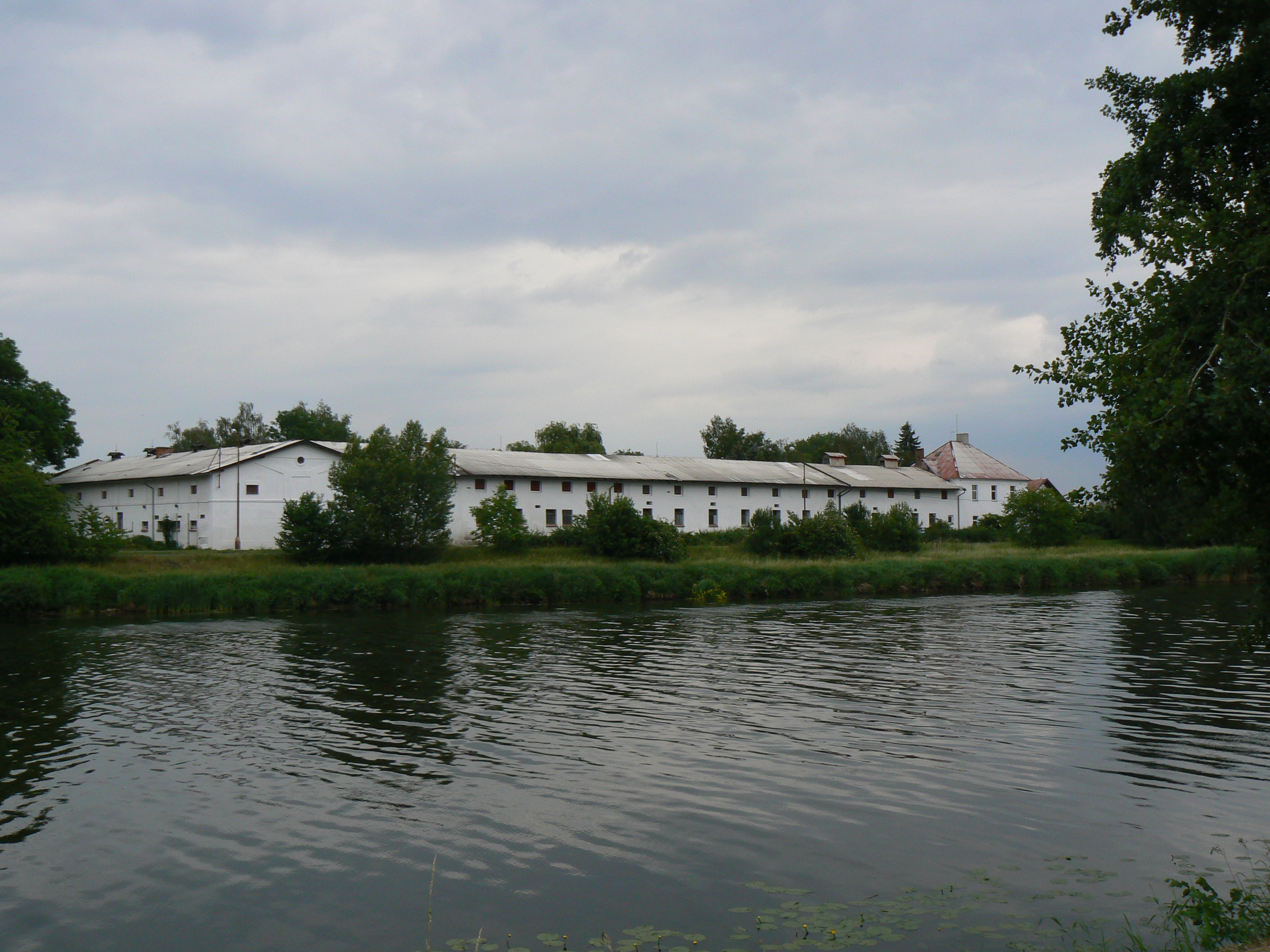
Školní statek poděbradské SZTŠ (za Labem)
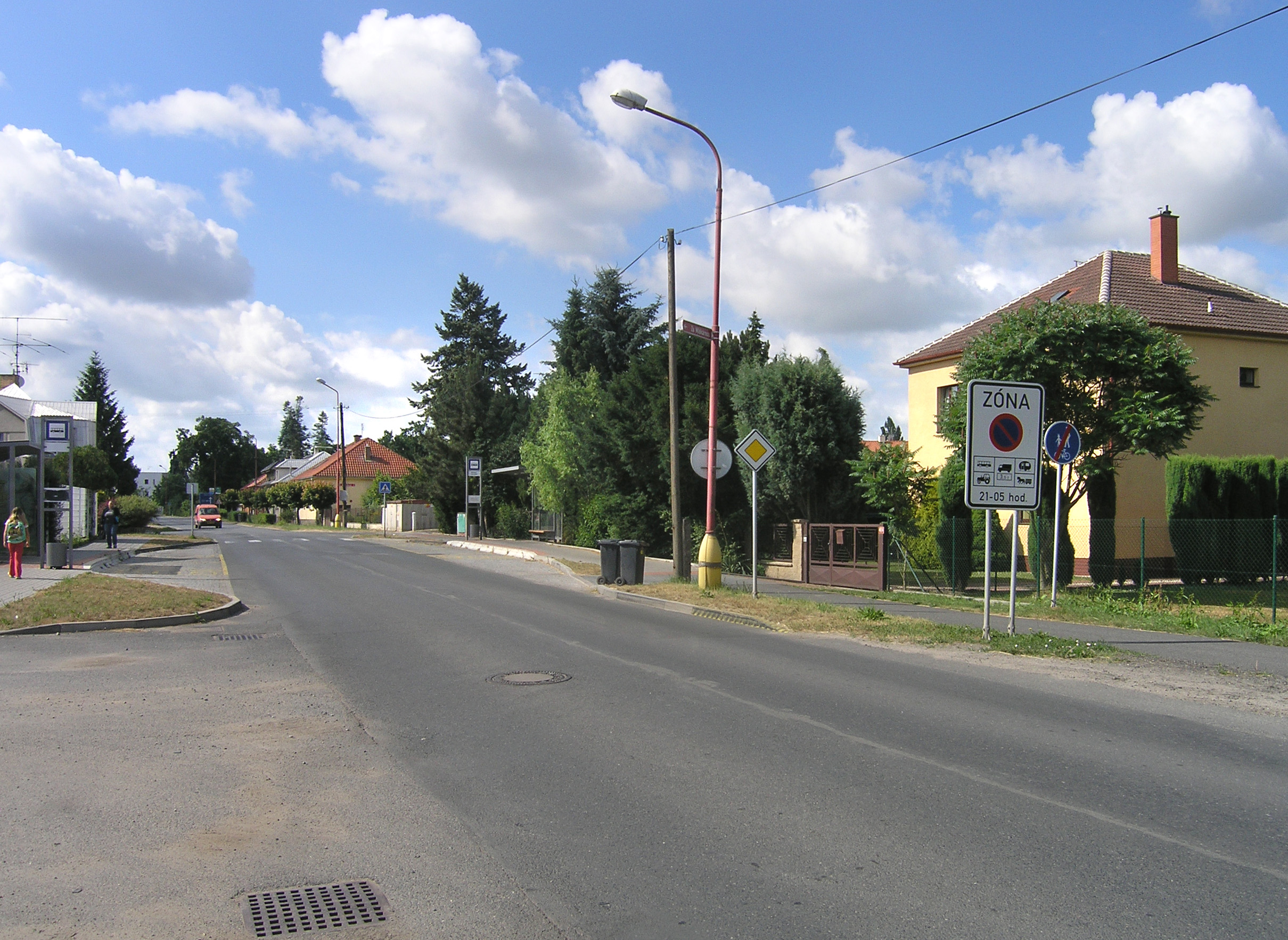
Autobusová zastávka